# Низамова, Лилия Ферхатовна
Лилия Ферхатовна Низамова (21 мая 1991, Челябинская область, Россия) — российская спортсменка, выступающая в синхронном плавании, 3-кратная чемпионка мира, 2-кратная чемпионка Европы, Заслуженный мастер спорта России.

## Карьера
Родилась в Челябинской области. Живет в городе Набережные Челны, Республика Татарстан.
Выступает за ДЮСШ «Дельфин» (Набережные Челны). Первый тренер — О. Ю. Турыгина.
В 2014 году вошла в состав национальной команды РФ по синхронному плаванию. Чемпионка мира (2015), Чемпионка Европы (2014, 2016).

## Награды и звания
- Заслуженный мастер спорта России (2016)
- Мастер спорта России международного класса
- Благодарность Президента Республики Татарстан (19.08.2015).